# Моложів (Грубешівський повіт)
Моложів (пол. Mołożów) — село в Польщі, у гміні Мірче Грубешівського повіту Люблінського воєводства. Населення — 223 особи (2011).

## Історія
За королівською люстрацією 1589 р. Моложів — село округи Наброз Буського повіту Белзького воєводства з 1 ланом оброблюваної землі.
У 1915 р. перед наступом німецьких військ російською армією спалене село і більшість українців були вивезені вглиб Російської імперії, звідки повертались уже після закінчення війни. Натомість поляків не вивозили.
Вночі 26 травня 1943 р. село було знищене польськими шовіністами з Армії Крайової. Німецький рапорт повідомляє про вбивство трьох, спалення шістьох, сімох тяжко поранено, спалено 60 садиб і 29 голів худоби, 15 коней і 34 свині. Рапорт же ОУН повідомляє про спалення 59 садиб, число жертв сумарно для Моложова і Стрільців становить 54 особи (50 чоловіків і 4 жінки).
У серпні 1944 року місцеві мешканці безуспішно зверталися до голови уряду УРСР Микити Хрущова з проханням включити село до складу УРСР, звернення підписало 28 осіб.
1-5 липня 1947 року під час операції «Вісла» польська армія виселила зі села на приєднані до Польщі північно-західні терени 3 українців. У селі залишилося 245 поляків.
У 1975—1998 роках село належало до Замойського воєводства.

## Населення
Демографічна структура станом на 31 березня 2011 року:
|          | Загалом | Допрацездатний вік | Працездатний вік | Постпрацездатний вік |
| -------- | ------- | ------------------ | ---------------- | -------------------- |
| Чоловіки | 107     | 16                 | 75               | 16                   |
| Жінки    | 116     | 18                 | 63               | 35                   |
| Разом    | 223     | 34                 | 138              | 51                   |